# Jelena Michailowna Malyschewa

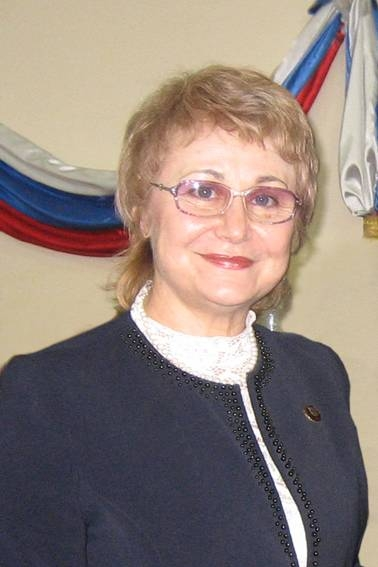
Jelena Michailowna Malyschewa

Jelena Michailowna Malyschewa (russisch Елена Михайловна Малышева; * 23. September 1947 in Temirtau, Kasachische Sozialistische Sowjetrepublik) ist eine sowjetische bzw. russische Historikerin und Hochschullehrerin.

## Leben
Malyschewa, Tochter eines Metallurgen, besuchte 1963–1965 die Mittelschule in Temirtau und studierte 1964–1969 in Maikop am Staatlichen Adygeja-Pädagogik-Institut (AGPI). Darauf arbeitete sie im Adygeja-Komsomol-Komitee.
In Krasnodar begann Malyschewa 1976 an der Kuban-Universität die Aspirantur, die sie 1979 mit erfolgreicher Verteidigung ihrer Dissertation über die Aktivitäten der Parteiorganisationen des Kuban und Stawropols zur Stärkung der Union von Arbeiterklasse und Bauernschaft während des Deutschen Angriffskriegs gegen die Sowjetunion 1941–1945 für die Promotion zur Kandidatin der historischen Wissenschaften abschloss.
Darauf lehrte Malyschewa am Lehrstuhl für Geschichte des AGPI mit Ernennung zur Dozentin 1982. Sie wurde 1984 die erste Dekanin der neuen Fakultät für Geschichte und sowjetisches Recht des AGPI.
Nach der Doktor-Aspirantur 1990–1993 an der Lomonossow-Universität Moskau bei Walerija Selunskaja verteidigte Malyschewa im Mai 1993 ihre Doktor-Dissertation über die sozialen Verhältnisse und die wirtschaftliche Zusammenarbeit der Arbeiter und Bauern im Nordkaukasus während des Deutschen Angriffskriegs gegen die Sowjetunion mit Erfolg für die Promotion zur Doktorin der historischen Wissenschaften am 15. Oktober 1993.
Seit 1993 ist Malyschewa Professorin des Lehrstuhls für vaterländische Geschichte, Historiographie und Theorie und Methodologie der Geschichte des AGPI, das gerade Universität geworden war (die förmliche Ernennung zur Professorin erfolgte am 2. März 1995). Von Januar bis August 1998 war sie mit Unterstützung des Europarats Gastprofessorin des Svenska institutet und der Universität Stockholm. Sie ist seit 2022 Ehrenmitglied der Akademie der Wissenschaften der Republik Tschetschenien.

## Ehrungen, Preise
- Medaille „50. Jahrestag des Sieges im Großen Vaterländischen Krieg 1941–1945“
- Verdiente Wissenschaftlerin der Republik Adygeja (1995)[4]